# 攀枝花苏铁
攀枝花蘇鐵（學名：Cycas panzhihuaensis）又称把关河苏铁，属于苏铁屬的一種植物。為國家一級保護植物，是中國的特有種。

## 形態
莖高0.4至1米。羽狀葉長0.7至1.5米，羽狀裂片通常有70至105對。葉柄上部兩側有平直短刺，羽狀裂片呈線形，直或微曲，厚革質，下面無毛或中下部有栗色毛，中脈較隆起，基部楔形，兩側扁斜，邊緣乾後微反捲。雄球花於莖端偏斜著生，呈紡錘狀圓柱形或長橢圓狀圓柱形，微彎，長25至45厘米，直徑8至11厘米；密生絨毛。雌球花在莖頂呈球狀或錐狀球形，大孢子為黃褐色至褐色絨毛，頂片扁平，寬菱形或菱狀卵形，長8至10厘米，寬3.5至5.5厘米，中上部成齒狀深裂，鑽狀裂片15至20枚，柄狀部分的中上部著生1至5顆光滑無毛的胚珠；種子為近球形或微扁，光滑無毛，假種皮有肉質，桔紅色，薄紙質，易碎，外種皮骨質，中種皮平滑，內種皮具厚膜質，胚乳豐富。

## 分佈
攀枝花蘇鐵分佈於中國四川、雲南等地。

## 保護
攀枝花蘇鐵國家級自然保護區內分佈有目前世界上面積最大、株數最多、分佈最集中的野生蘇鐵林，共有攀枝花蘇鐵約23萬株。而攀枝花蘇鐵是第一批被中國列為國家一級保護植物，亦被IUCN紅色名錄列為易危物種，而且數量不斷下跌。

## 名稱由來
攀枝花蘇鐵是以該種原生地中國四川攀枝花市而命名。